# Мост Святого Ангела
Мост Святого Ангела (итал. Ponte Sant’Angelo, лат. Pons Sancti Angeli) — мост через Тибр в Риме, построенный в 134—139 годах римским императором Адрианом. Мост соединял центр города с мавзолеем Адриана (позднее замок Сант-Анджело). Поскольку мост вёл к мавзолею Адриана, римляне называли его «мостом Адриана» или  «мостом Элия»  (лат. Pons Aelius), по сокращению полного имени императора (Publius Aelius Hadrianus).
Мост пересекает Тибр пятью арками, три из которых древнеримские. В наше время мост полностью пешеходный, и с него открывается живописный вид на Замок Святого Ангела. Он соединяет районы Понте (по правому берегу реки) и Борго (по левому).

## История

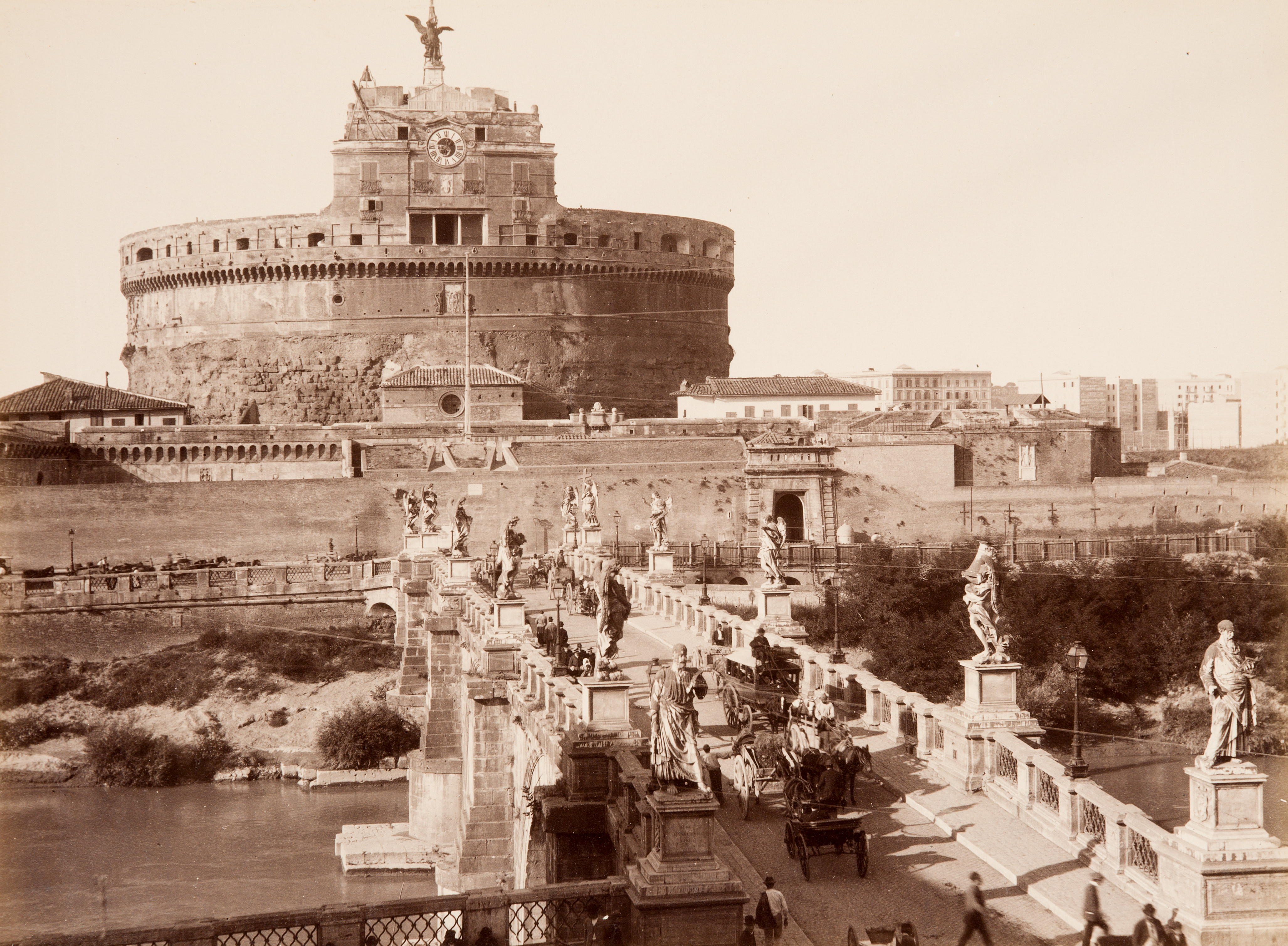
Мост и замок. Примерно 1880-е гг.

В раннее средневековье изначальное назначение и название моста были забыты. Паломники использовали этот мост, чтобы добраться до базилики Святого Петра, поэтому он был известен под названием «мост Святого Петра» (pons Sancti Petri). В VI веке замок и мост получили название Сант-Анджело (Святого Ангела), что объясняется легендой о том, как в 590 году, во время эпидемии чумы, папа Григорий I Великий увидел на вершине крепости архангела Михаила, который вложил меч в ножны, что означало конец бедствия.
В 1300-м Юбилейном году Католической церкви из-за большого количества паломников к базилике Святого Петра, на мосту были выгорожены два отдельных прохода. Во время Юбилейного 1450 года балюстрады моста обрушились из-за большого скопления народа, и многие утонули в реке. После этого случая были снесены некоторые дома и расширены подходы к мосту для паломников. C XVI века возник обычай демонстрировать на мосту тела преступников, казнённых на близлежащей площади Пьяцца ди Понте.

## Архитектура

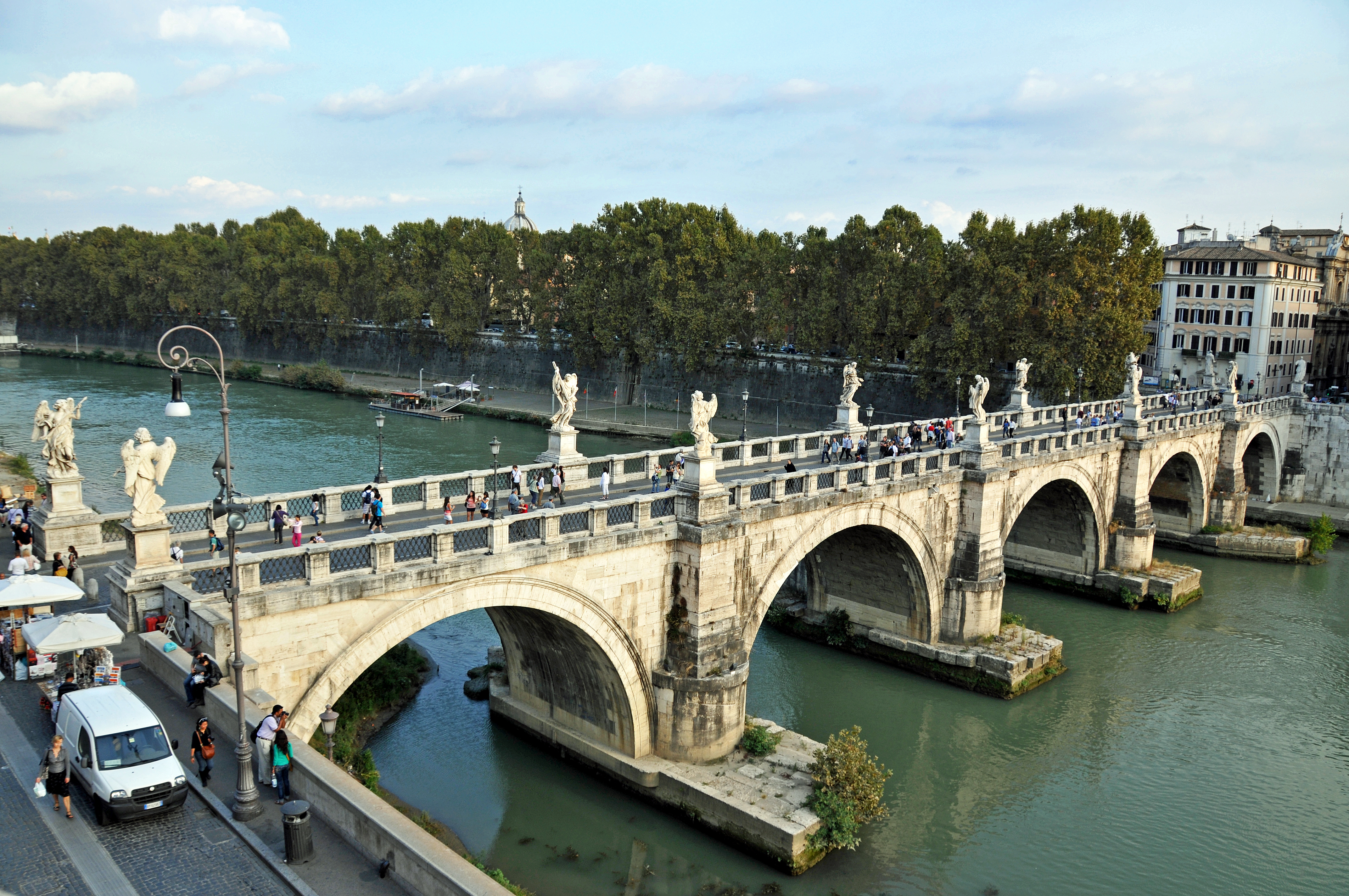

Длина моста 135 м, высота над уровнем воды 7 м. Мост пересекает Тибр пятью арками. До наших дней сохранились три центральных древнеримских арочных пролёта, два других на оконечностях моста были добавлены в XVII веке. Кирпичный мост облицован светлым травертином.
В конце XIX века из-за работ по возведению Лунготевере (Набережной Тибра) два римских пандуса, соединявшие мост с двумя берегами, были разрушены, а на их месте построены две арки, похожие на римские.
К Великому юбилею 2000 года набережная на правом берегу реки между мостом и замком Сант-Анджело стала пешеходной зоной.

## Статуи моста
В 1535 году Папа Климент VII выделил доход от пошлины моста на возведение статуй апостолов Святого Петра (держит раскрытую книгу; надпись на пьедестале: Rione XIV) работы скульптора Лоренцетто и Святого Павла (держит в руках сломанный меч — орудие его казни, и книгу; надпись на пьедестале: Borgo) работы Паоло Романо. Статуи установлены симметрично при входе на мост со стороны Борго. К ним впоследствии по заказу Павла III были добавлены скульптуры четырёх евангелистов и праотцов: Адама, Ноя, Авраама и Моисея, а также ангелов на парапетах моста.
При папе Павле III в 1540-х гг. скульптору Раффаэлло да Монтелупо было поручено создать четырнадцать скульптур ангелов для украшения моста Сант-Анджело. Позднее по распоряжению папы Климента IX эти скульптуры были заменены новыми, созданными выдающимся мастером итальянского барокко Джованни Лоренцо Бернини с учениками. Десять статуй ангелов с орудиями Страстей были выполнены в 1668—1669 годах. Бернини собственноручно закончил только два оригинала: Ангела с надписью «I.N.R.I.» и Ангела с терновым венцом, но эти статуи оставил себе Климент IX. Сейчас они находятся в римской церкви Сант-Андреа-делле-Фратте. Боццетти (гипсовые модели) скульптур, созданные Бернини, хранятся в Пинакотеке Ватикана.
Остальные восемь скульптур сделаны: Антонио Раджи (Ангел с Колонной бичевания), Ладзаро Морелли (Ангел с бичом), Козимо Фанчелли (Ангел с Платом Вероники), Паоло Нальдини (Ангел с игральными костями), Джироламо Лученти (Ангел с гвоздями Распятия), Эрколе Феррата (Ангел с крестом Распятия), Антонио Джорджетти (Ангел с губкой), Доменико Гвиди (Ангел с копьём).

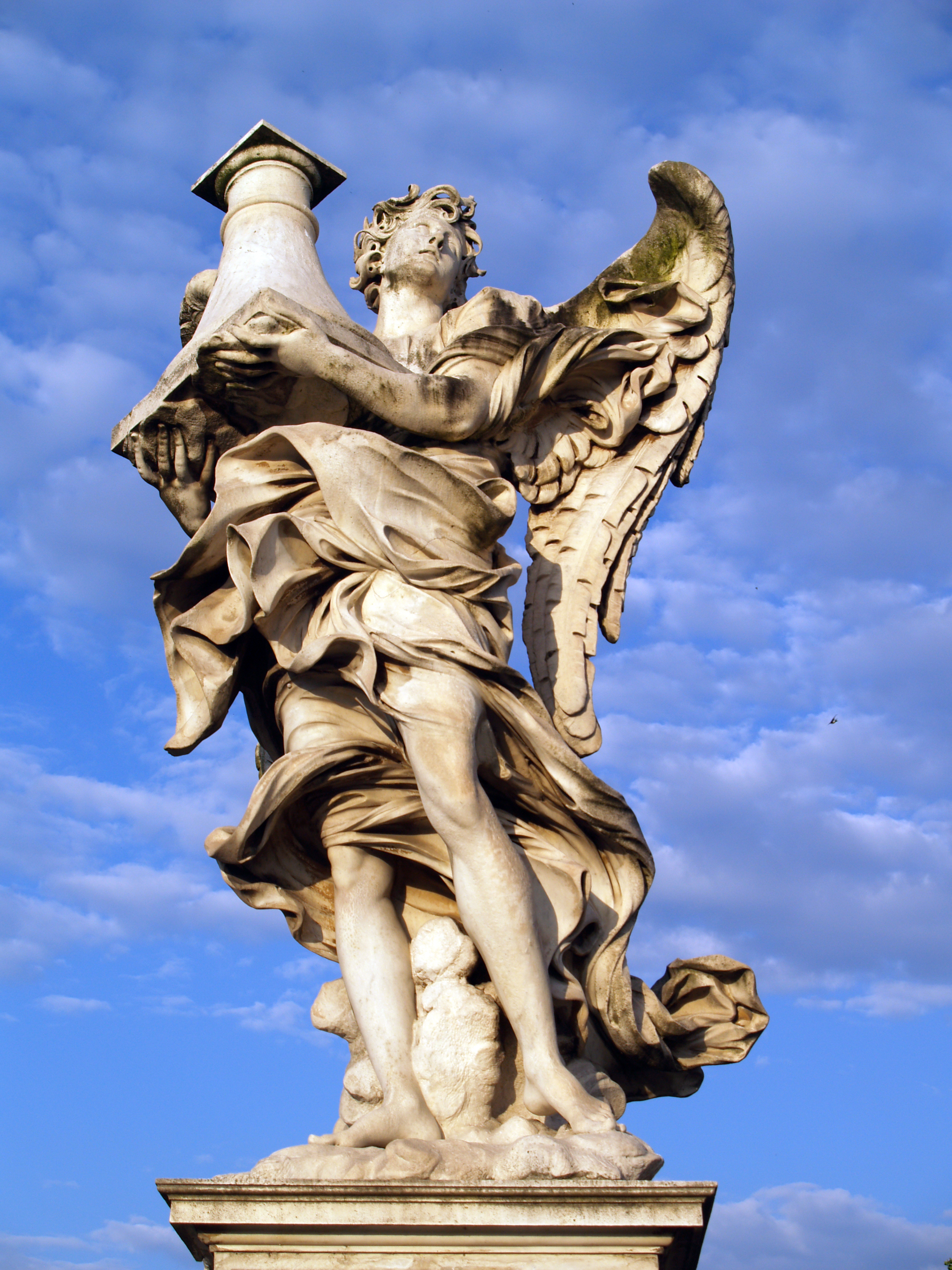
А. Раджи. Ангел с колонной бичевания
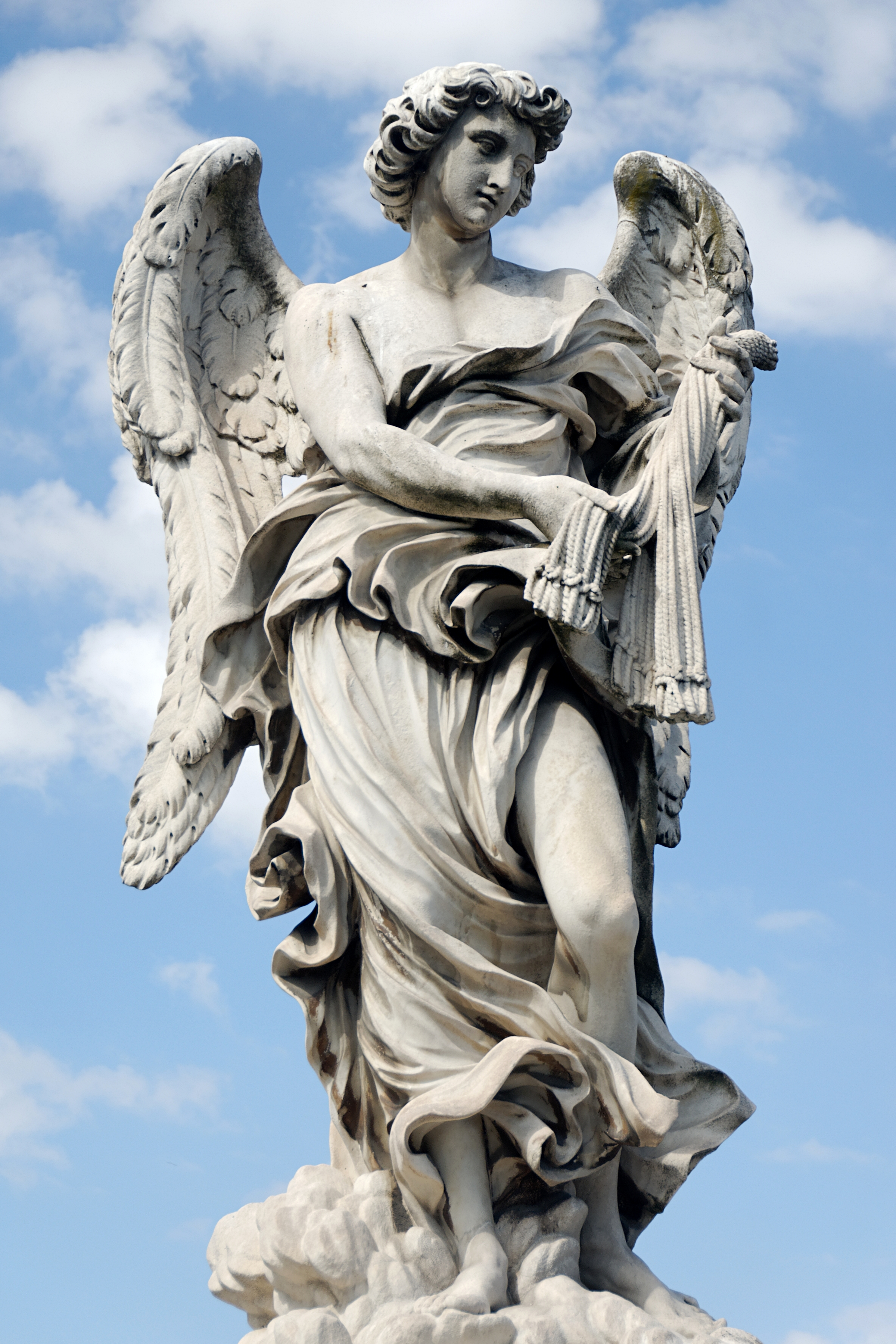
Л. Морелли. Ангел с бичом
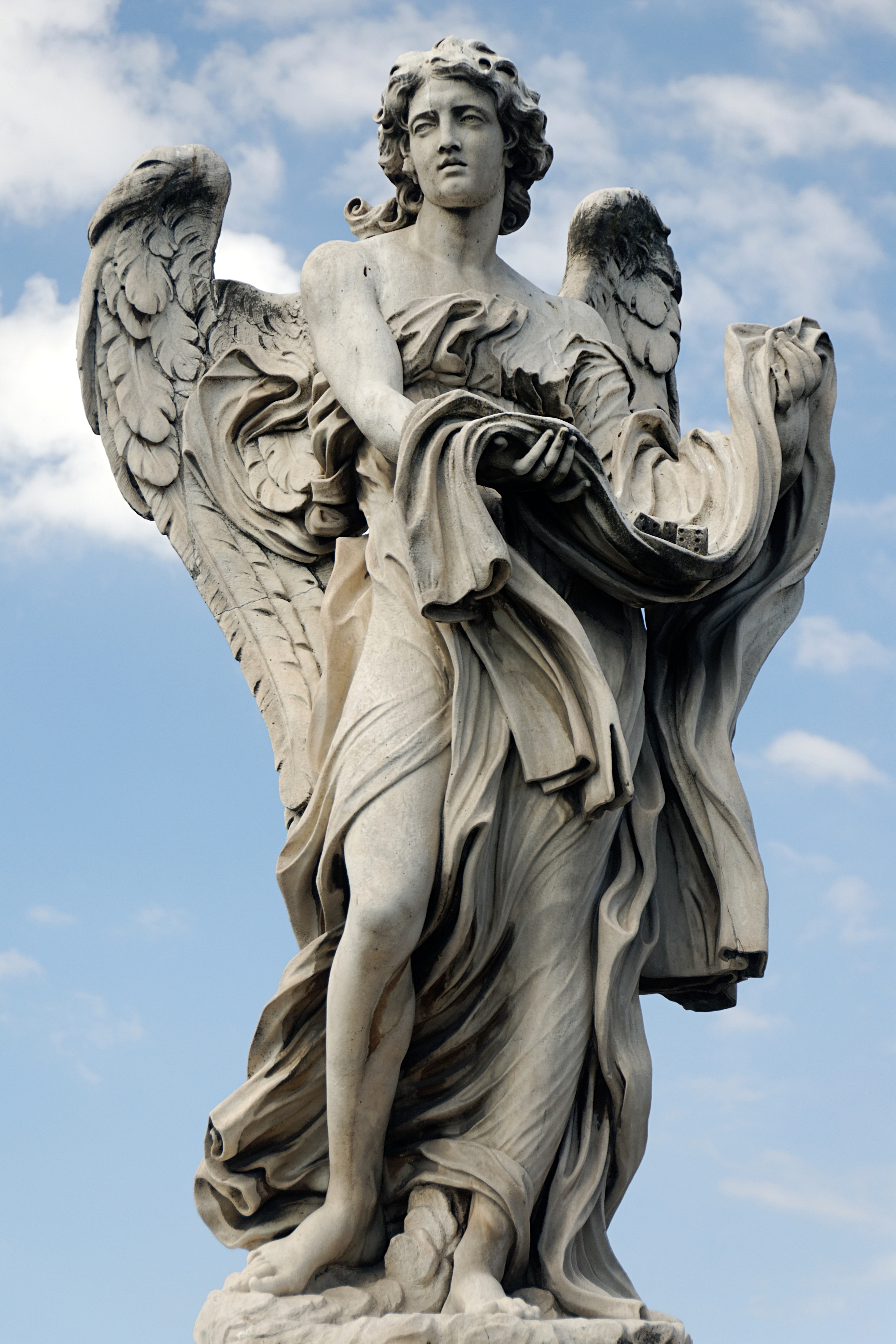
П. Нальдини. Ангел с игральными костями
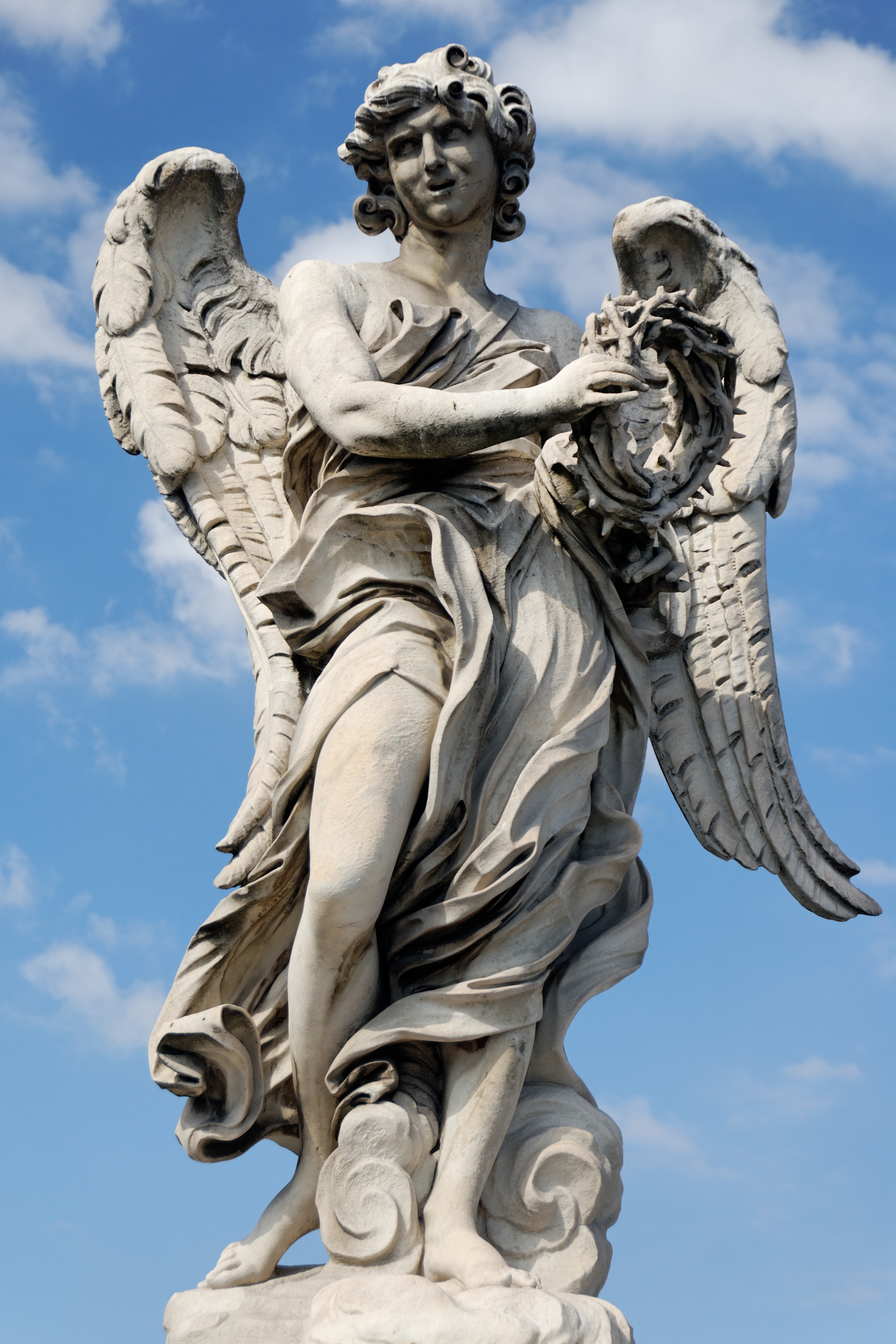
Дж. Л. Бернини. Ангел с терновым венцом. Копия
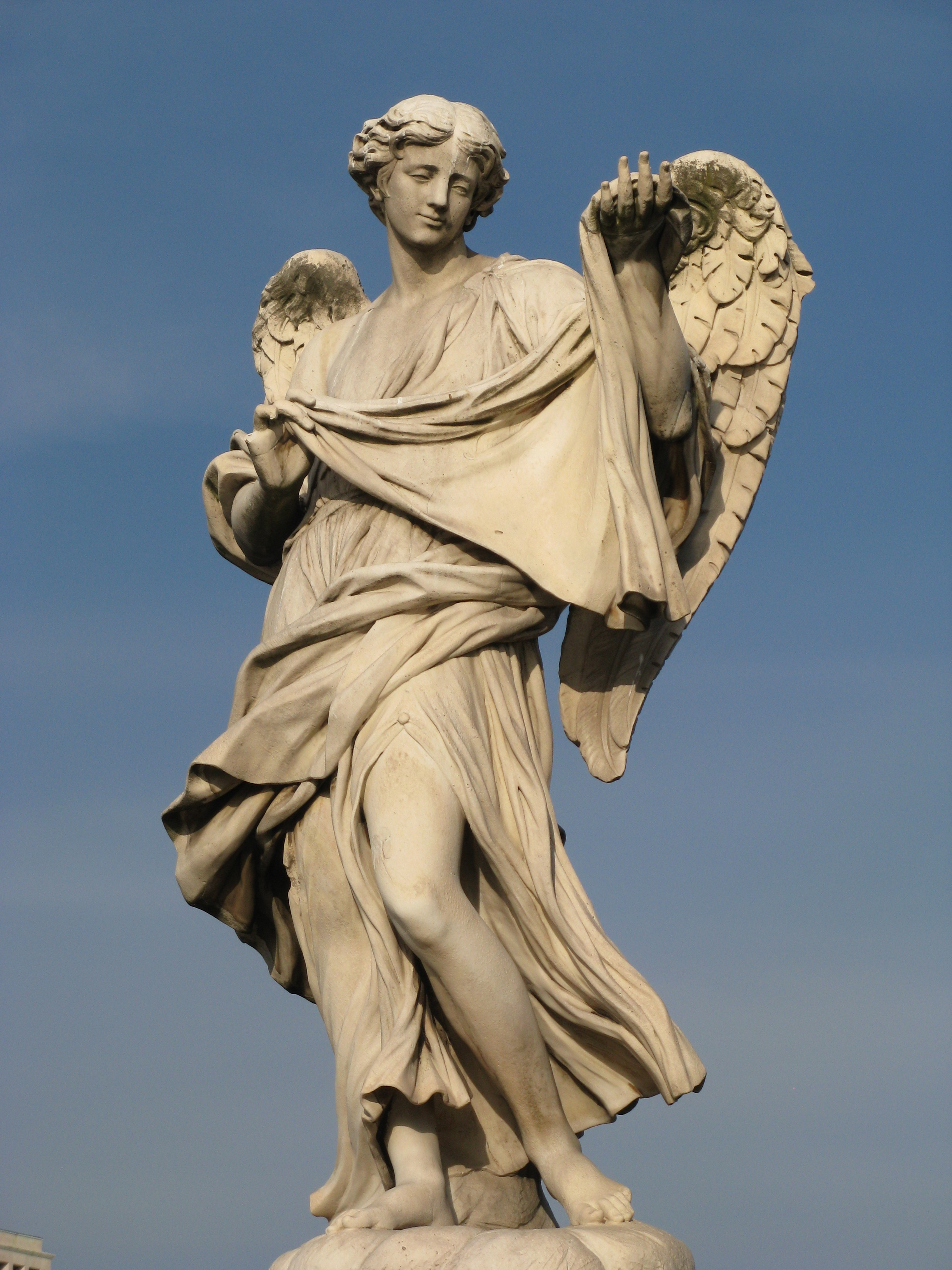
К. Фанчелли. Ангел с Платом Вероники
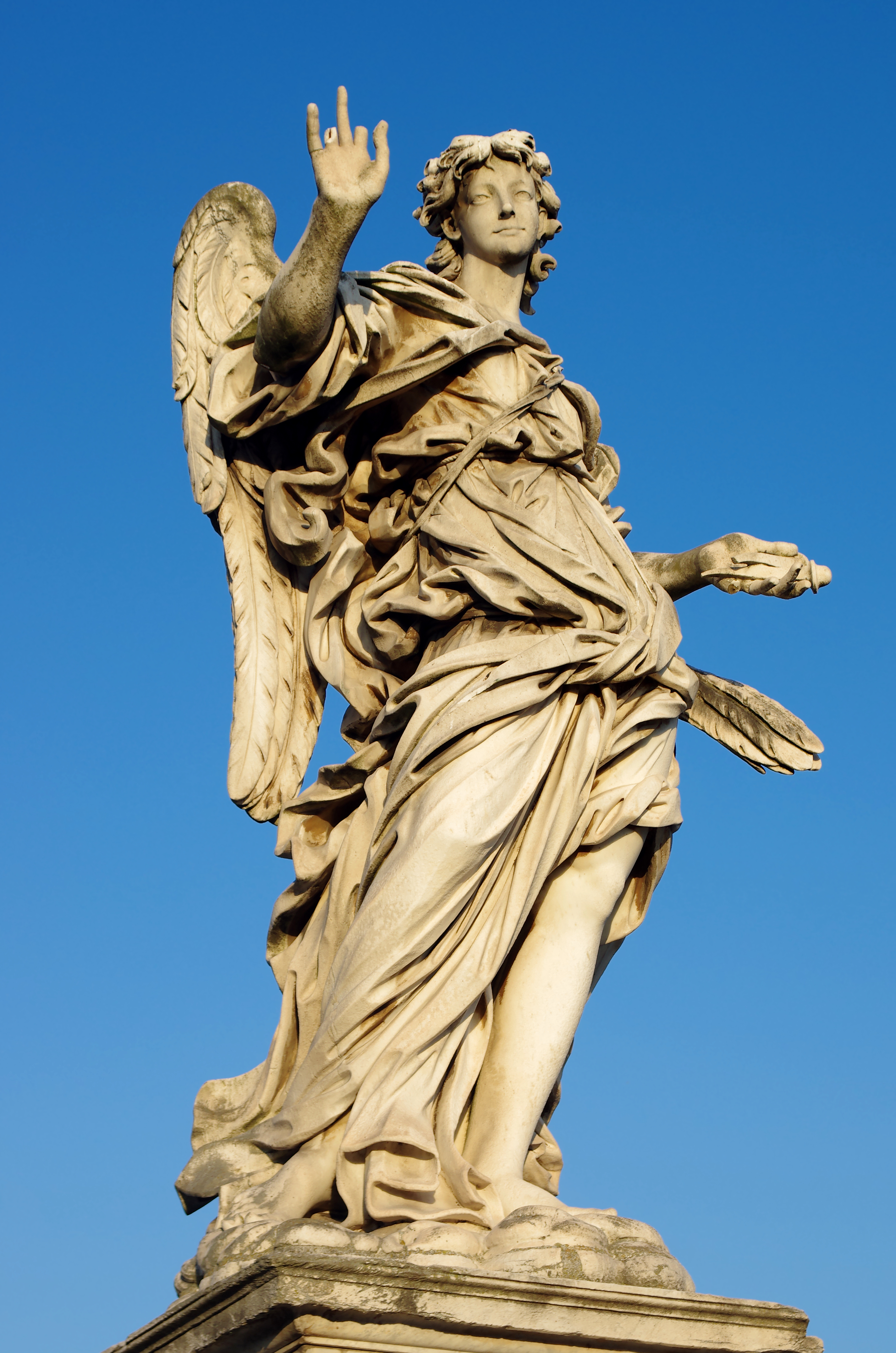
Дж. Лученти. Ангел с гвоздями Распятия
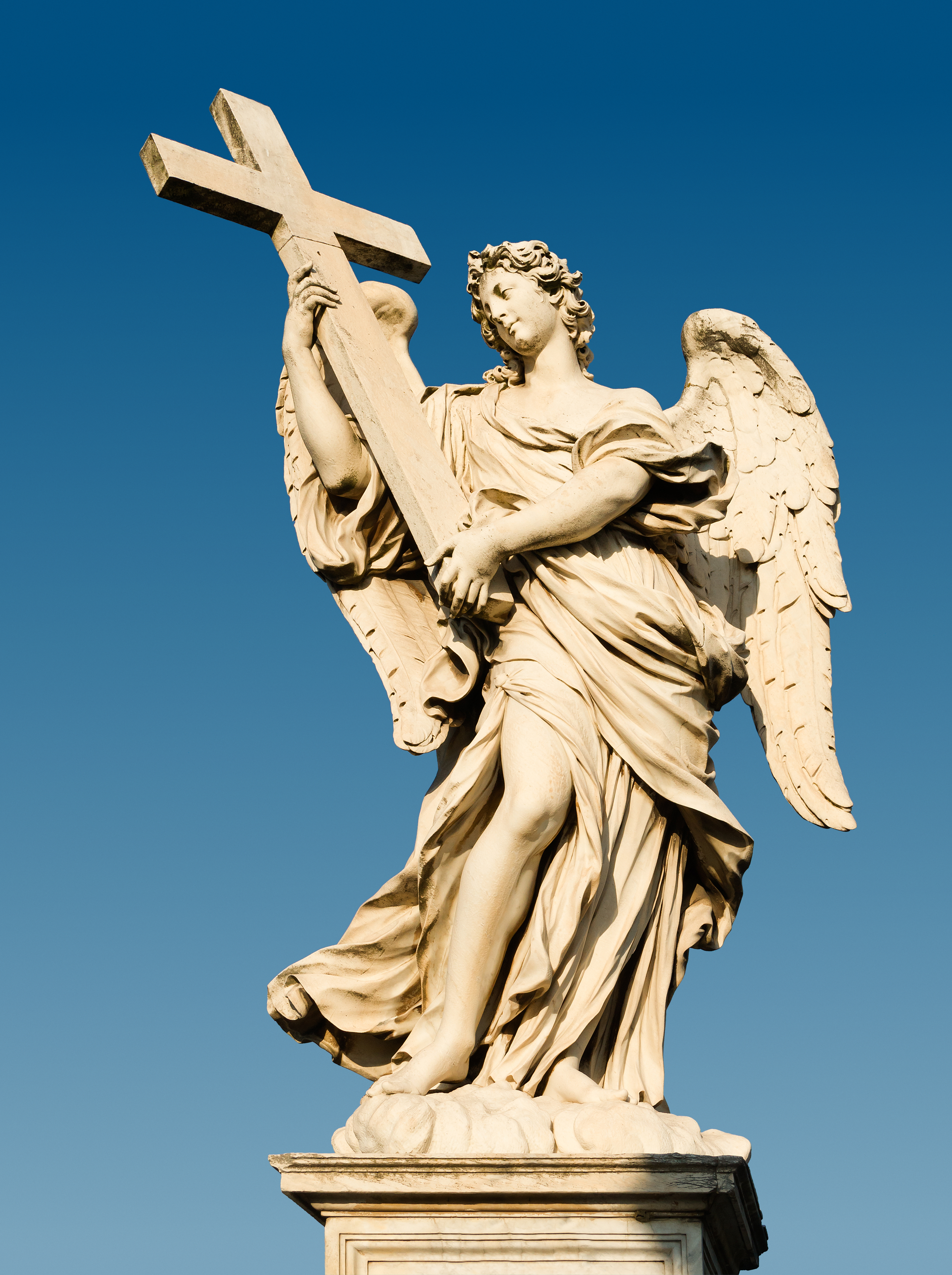
Э. Феррата. Ангел с крестом Распятия
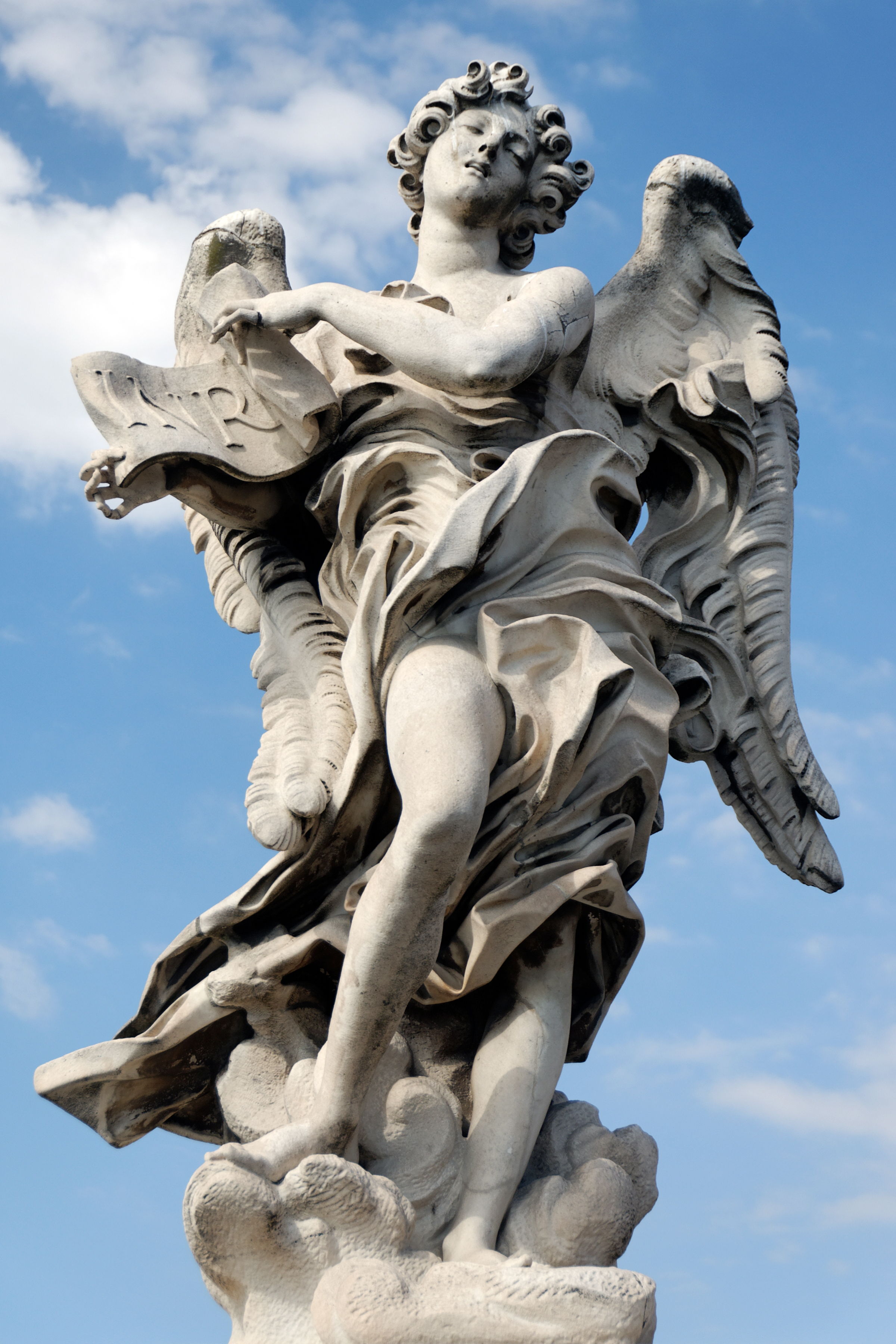
Дж. Л. Бернини и П. Бернини. Ангел с «титлом INRI». Копия
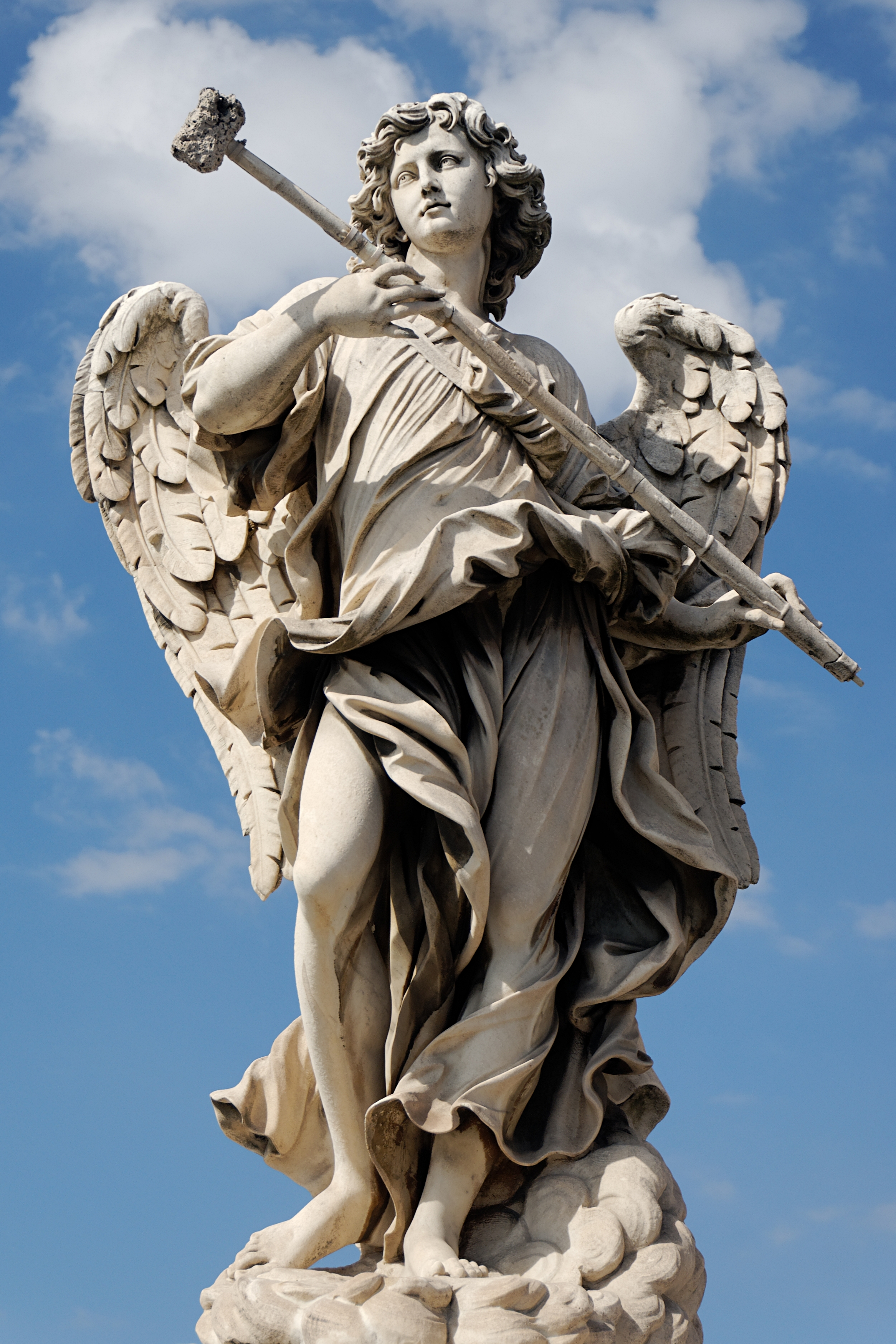
А. Джорджетти. Ангел с губкой
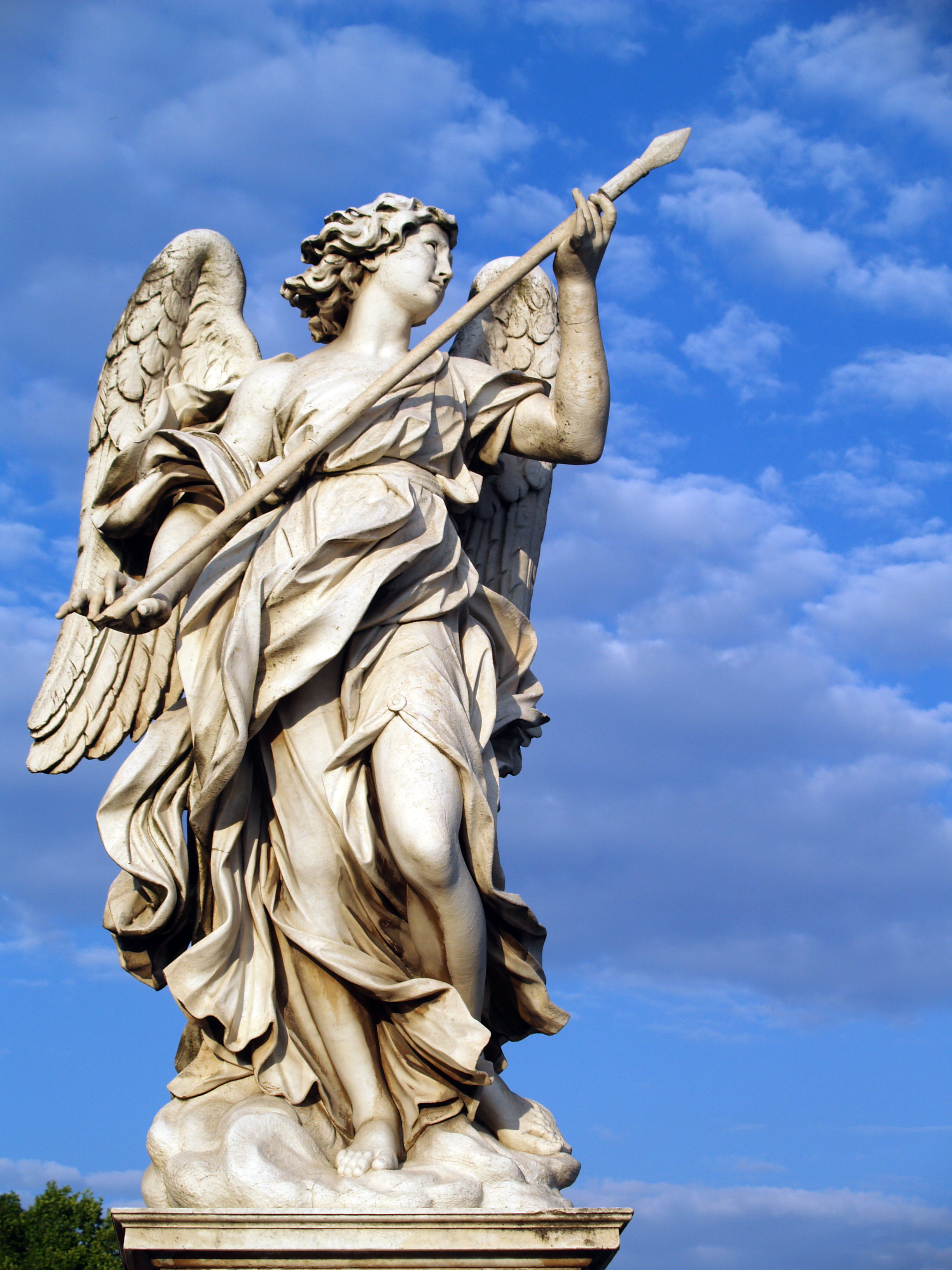
Д. Гвиди. Ангел с копьём

## В культуре
В начале XVI века мост являлся единственным путём в Ватикан и замок Святого Ангела.
Мост можно увидеть в видеоигре Assassin's Creed: Brotherhood.
На этом мосту происходит финальная битва в пятой части JoJo’s Bizarre Adventure — Golden Wind.